# Wessingen
Wessingen ist ein Ortsteil der Gemeinde Bisingen im Zollernalbkreis in Baden-Württemberg (Deutschland).

## Geschichte
Wessingen wird 786 erstmals urkundlich erwähnt, als das Kloster St. Gallen Besitz im Ort erhielt. Bald darauf kam der Ort an die Hattenhuntare. Nachdem Wessingen zur Grafschaft Zollern gehört hatte, bildete es im 16. und 17. Jahrhundert das Amt Wessingen. Im Jahr 1790 hatte Wessingen 250, 1834 bereits 395 und 1890 462 Einwohner.
Am 1. März 1972 wurde die bis dahin selbständige Gemeinde nach Bisingen eingemeindet.
Auf der Gemarkung Wessingen liegt der ehemalige Bahnhof Zollern. Er wurde im Jahr 1874 zusammen mit dem Abschnitt Hechingen–Balingen der Bahnstrecke Tübingen–Sigmaringen eröffnet und diente bis zu seiner Auflassung im Jahr 1977 der Anbindung der Burg Hohenzollern.

## Religion
Die katholische Kirche St. Wolfgang in Wessingen ist eine Filialkirche und verfügt über zwei historische Glocken aus den Jahren 1535 und 1613. Das Baujahr der Kirche ist unbekannt. Eine Schrift erwähnt die Kirche als kleinen und schlichten Bau aus dem 17. Jahrhundert. In der Kirche ist eine wertvolle Orgel des Orgelbauers Wilhelm Schwarz aus Überlingen aus dem Jahr 1937 im Originalzustand erhalten.

## Freizeit
In Wessingen sind einige Vereine ansässig, unter anderem ein Fußballverein der FC Wessingen 1959 e.V. Des Weiteren gibt es in Wessingen auch einen Heimatverein, der Heimatforschung betreibt. Eine Gruppe des Heimatvereins ist die Narrengruppe „Gempleswatter“. Zitat aus den Quellen:
“Die Figur Gempleswatter kommt aus den Jahren um 1800. Damals war Wessingen von vielen kleinen Bächen und Gräben durchzogen. Manche dieser kleinen Bäche und Gräben zogen sich sogar durch Gärten und Scheunen und sind stellenweise noch heute sichtbar. Auch der Weidenbach war damals noch nicht in hohe Mauern eingebettet und hatte noch natürliche Furtstellen. Dadurch war Wessingen in den vorangegangenen Jahrhunderten des öfteren überschwemmt und hatte deshalb auch ziemlich schlechte Straßen und Wege, auf denen sich Wasserlachen bildeten. Durch dieses bekamen die Wessinger den Namen „Gempleswatter“ „.

## Persönlichkeiten
- Simon Hausch, Bürgermeister von Wessingen von 1915 bis 1939